# Max Léglise
 (février 2013).
Si vous disposez d'ouvrages ou d'articles de référence ou si vous connaissez des sites web de qualité traitant du thème abordé ici, merci de compléter l'article en donnant les références utiles à sa vérifiabilité et en les liant à la section « Notes et références ».
Pour les articles homonymes, voir Léglise (homonymie).
Max Léglise, né le 6 juillet 1924 à Dijon et mort le 1er juillet 1996 à Bligny-lès-Beaune, est un œnologue français.

## Biographie
Max Léglise passe la plus grande partie de sa carrière à la Station œnologique de Bourgogne (INRA, Beaune), où il entre en 1948, et qu'il dirige de 1962 à 1984. 
S'écartant de l'œnologie conventionnelle qu'on lui a enseignée et qu'il pratique depuis le début de sa carrière, il développe et applique de nouvelles méthodes biologiques à la vinification[Lesquelles ?].
Il devient l'un des principaux enseignants de l'École d'agrobiologie de Beaujeu, au cœur du Beaujolais, où il termine sa carrière.
Il est aussi l'un des initiateurs de l'analyse sensorielle dans la dégustation du vin ce qui lui vaut une large considération de la part de ses confrères œnologues, des sommeliers, restaurateurs et négociants en vin[réf. nécessaire]. 

## Publications
- Principes de vinification, Beaunes, Comité interprofessionnel de la Côte-d'Or et de l'Yonne pour les vins d'appellation d'origine contrôlée de Bourgogne, 1969/1974, 36 p., 21cm, ill.
- Élevage et conservation du vin en cave, Beaunes, Comité interprofessionnel de la Côte-d'Or et de l'Yonne pour les vins d'appellation d'origine contrôlée de Bourgogne, 1974, 45 p., 21cm, ill.
- Une initiation à la dégustation des grands vins, Marseille, J. Laffitte, 1976/1984, 165 p., 22cm, ill. (ISBN 978-2-86276-085-8 et 2-86276-085-4)
- Les méthodes biologiques appliquées à la vinification & à l'œnologie : Vinifications & fermentations, t. 1, Paris, Le courrier du Livre, 1994, 137 p., 24cm, ill. (ISBN 2-7029-0294-4)
- Les méthodes biologiques appliquées à la vinification & à l'œnologie : Conservation, traitements, embouteillage, champagnisation artisanale, t. 2, Paris, Le courrier du Livre, 1995, 194 p., 24cm, ill. (ISBN 2-7029-0321-5)
- La vigne et le vin entre Ciel et Terre (texte d'une conférence tenue en 1990)[réf. nécessaire]
- Commentaire et paraphrase sur la troisième conférence du cours aux agriculteurs de Rudolf Steiner, 1990, 31 p., 21cm, ill.